# Нуклеарна сім'я
Нуклеарна сім'я — сім'я, що складається з батьків та їхніх дітей, що не перебувають у шлюбі. Нуклеарна сім'я протиставляється розширеній сім'ї, що складається з кількох поколінь людей, що проживають разом, а також неповній сім'ї, в якій вихованням займається лише один з батьків (хоча останню іноді розглядають як підвид нуклеарної). Зазвичай, людина протягом життя може бути членом двох нуклеарних сімей: спочатку як дитина в сім'ї своїх батьків, а потім, навпаки, зі своїми власними дітьми.
Існують варіації цього визначення, наприклад, іноді вимагається, щоб діти у сім'ї були повними рідними сиблінгами, але інші допускають наявність зведених братів і сестер або усиновлених дітей. Також, сім'ї, що утворені одностатевими парами можуть потрапляти, або ні в цю категорію.

## Історія
У багатьох країнах, нуклеарна сім'я прийшла на зміну розширеній. Цей перехід пов'язують з індустріалізацією, що сприяла більшій мобільності людей, як горизонтальній, так і вертикальній, через що члени розширеної родини менше контактують один з одним. З іншого боку, індустріальне суспільство зменшує залежність індивіда від сім'ї в багатьох питаннях, таких як навчання або кредитування.
Вперше помітна кількість сімей такого типу з'явилися з початком індустріалізації в 17 столітті. Сам термін «нуклеарна сім'я» був введений у 1949 році американським соціологом Джорджем Мердоком.
Нуклеарні сім'ї домінують у сучасному суспільстві. В Україні їх частка складає близько 75 % від усіх сімей.

## Підтипи
Нуклеарні сім'ї можуть поділятися за кількістю дітей: на бездітні (мала нуклеарна сім'я), малодітні (одна дитина), середньодітні (двоє дітей), багатодітні (троє і більше дітей). Хоча кількість дітей у нуклеарній сім'ї може бути будь-якою, існує тенденція до зменшення їх кількості, порівняно з традиційними сім'ями.
За тим, чи працюють обидві дорослі людини в сім'ї, чи лише одна, сім'ї поділяються на однокар'єрні і двокар'єрні.
За типом внутрішньосімейних відносин виділяють авторитарні сім'ї, для яких характерне жорстка ієрархія підкорення (найчастіше в таких випадках, дружина підкоряється чоловіку а діти — батькам) і егалітарні, що базуються на участі кожного члена сім'ї у вирішенні внутрішньосімейних питань, і розподілі ролей, що залежить від особистих якостей, а не від статі або віку. Другий тип є значно більш поширеним у нуклеарних сім'ях, ніж у традиційних.

## Критика
Існує думка, що зростаюча кількість розлучень та повторних шлюбів пов'язані з розповсюдженням нуклеарних сімей як найбільш типових. Також, оскільки в нуклеарній сім'ї жінки частіше працюють, а також беруть участь у плануванні сім'ї, вони частіше обирають обмежитися двома, або навіть однією дитиною, що, в перспективі, призводить до зменшення населення і збільшення демографічного навантаження (відношення кількості непрацездатного населення до працездатного).

## В інших культурах
У суспільствах, що значно відрізняються від традиційного західного, можуть виникати сім'ї, що подібні нуклеарним, проте ролі в них визначені дуже незвично. Наприклад, в матрилінійних общинах (таких, де наслідування йде по материнській лінії), роль батька в сім'ї може виконувати брат жінки, а не біологічні батьки дітей.